# 杨祖保
杨祖保（英語：Ralph T. Yang，1942年9月18日—），江苏镇江人，美国化学工程专家、密西根大学讲席教授。他是美国加州大学圣巴巴拉分校校长杨祖佑之弟。

## 生平
杨祖保于1964年获国立台湾大学学士学位。后赴美国留学，先后于1968年、1971年获耶鲁大学化学工程硕士、博士学位。他于1978年起任教于纽约州立大学布法罗分校，历任副教授、教授、系主任等职。1995年前往密西根大学任教，并出任化工系系主任。

## 荣誉
杨祖保是美国国家工程院院士（2005年）、中央研究院院士（2008年）、中国工程院外籍院士（2015年）。